# Diàleg

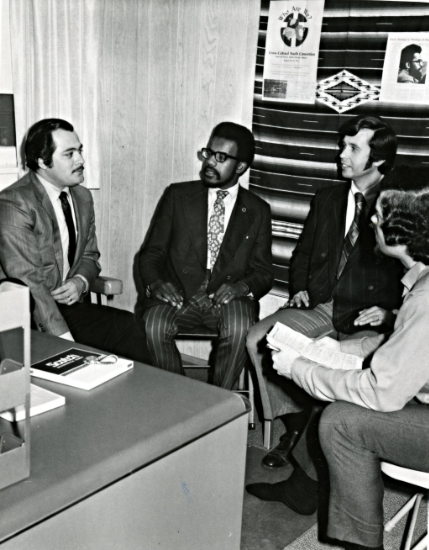
Una conversa entre els participants en una convenció juvenil intercultural de 1972

Un diàleg és un intercanvi conversacional escrit o parlat entre dues o més persones, i una forma literària i teatral que representa aquest intercanvi. Com a tema filosòfic o didàctic, s'associa principalment amb el diàleg socràtic desenvolupat per Plató, però també es troben antecedents en altres tradicions, inclosa la literatura índia.

## Etimologia

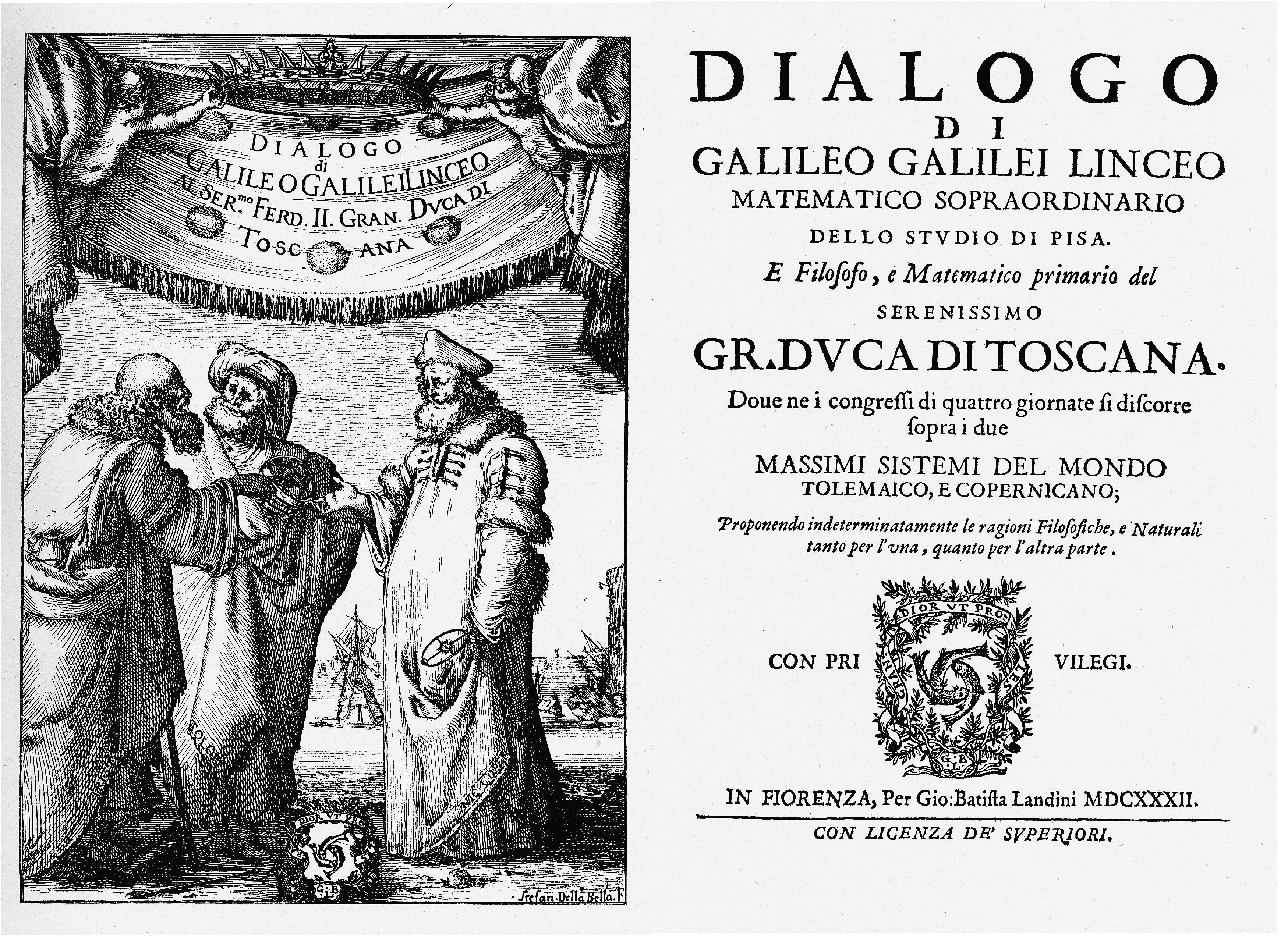
Frontispici i portada del Diàleg de Galileu sobre els dos sistemes mundials principals, 1632

El terme diàleg prové del grec διάλογος (dialogos, conversa); les seves arrels són διά (dia: a través) i λόγος (logos: parla, raó). El primer autor existent que utilitza el terme és Plató, en les obres del qual està estretament relacionat amb l'art de la dialèctica. El llatí va assumir la paraula com a dialogus.

## Com a gènere

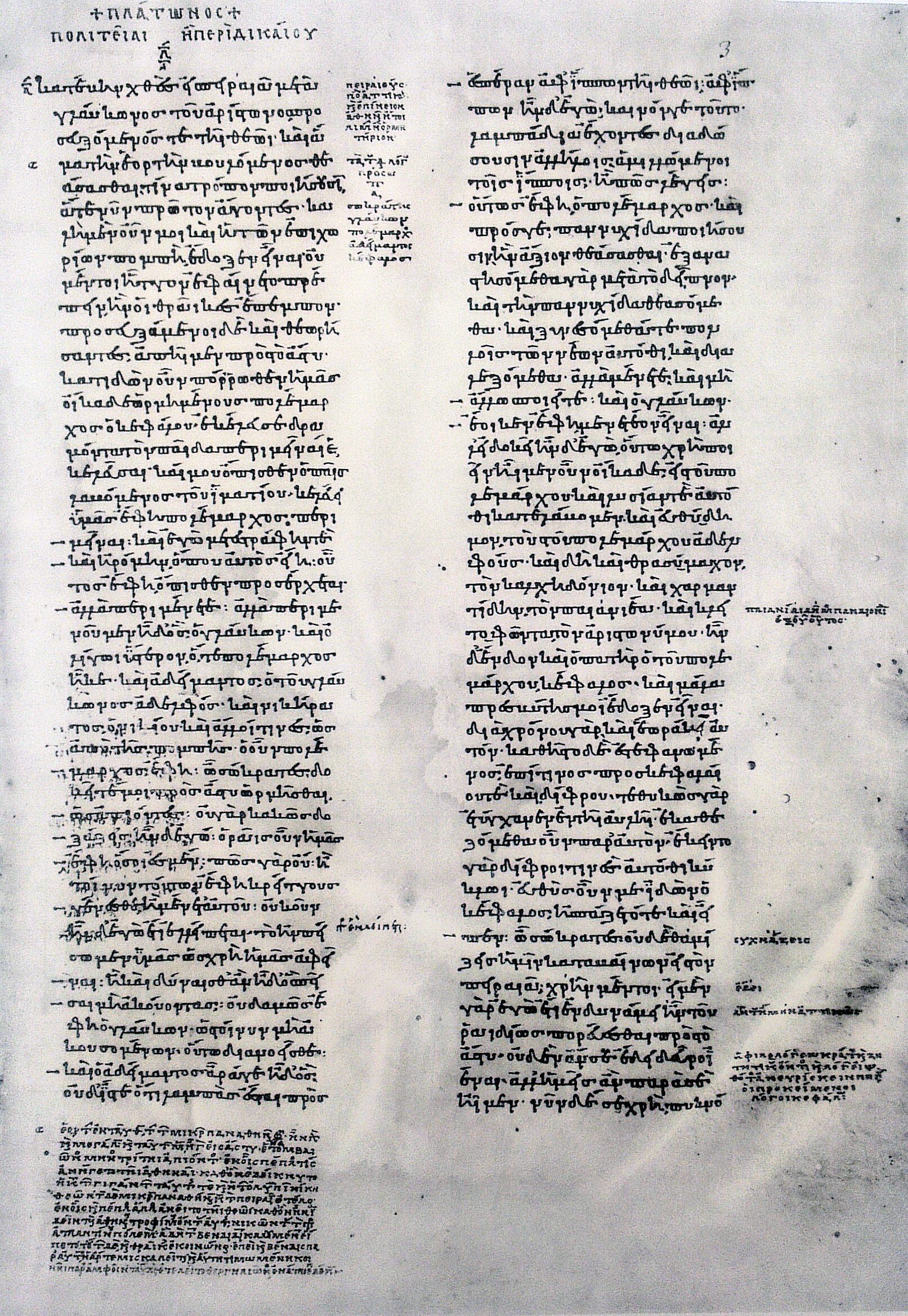
El text més antic existent de la República de Plató

### Antiguitat
El diàleg com a gènere a l'Orient Mitjà i Àsia es remunta a obres antigues, com les disputes sumèries conservades en còpies de finals del tercer mil·lenni aC, els himnes de diàlegs rigvèdics i el Mahabharata.
A Occident s'ha atribuït habitualment a Plató (c. 427 aC – c. 348 aC) l'ús sistemàtic del diàleg com a forma literària independent. Les fonts antigues indiquen, però, que el diàleg platònic tenia els seus fonaments en el mim, que els poetes sicilians Sofró i Epicarm havien conreat mig segle abans amb l'anomenat diàleg estíquic: un tipus de diàleg on els personatges es contesten vers a vers. Aquestes obres, admirades i imitades per Plató, no han sobreviscut i només tenim una idea vaga de com es podrien haver representat. Els mims del poeta Herodes, que es van trobar en un papir l'any 1891, donen una idea del seu caràcter.
Plató va simplificar encara més la forma i la va reduir a pura conversa argumentativa, alhora que va deixar intacte l'element divertit del dibuix de personatges. Cap al 400 aC ja havia perfeccionat el diàleg socràtic. Tots els seus escrits existents, excepte l'Apologia i les cartes, utilitzen aquesta forma.
Després de Plató, el diàleg es va convertir en un gènere literari important a l'antiguitat, i es van escriure diverses obres importants tant en llatí com en grec. Poc després de Plató, Xenofont va escriure el seu propi Simposi; també, es diu que Aristòtil va escriure diversos diàlegs filosòfics a l'estil de Plató (dels quals només sobreviuen fragments). Al segle ii, l'apologista cristià Justí el Màrtir va escriure el Diàleg amb Trifó, que era un discurs entre Justí que representava el cristianisme i Trifó que representava el judaisme. Un altre diàleg apologètic cristià de l'època va ser l'Octavi, entre el cristià Octavi i el pagà Cecili.

### Japó
A Orient, al Japó del segle XIII, el diàleg es va utilitzar en importants obres filosòfiques. A la dècada de 1200, Nichiren Daishonin va escriure alguns dels seus escrits importants en forma de diàleg, descrivint una trobada entre dos personatges per tal de presentar el seu argument i la seva teoria, com ara "Conversa entre un savi i un home no il·luminat", i "Sobre l'establiment de l'ensenyament correcte per a la pau de la terra", mentre que en altres escrits va fer servir un format de preguntes i respostes, sense l'escenari narratiu, com ara "Preguntes i respostes sobre l'abraçament del Sutra del Lotus". S'entén com a autor el savi o la persona que responia les preguntes.

### Període modern
Dos escriptors francesos van agafar en préstec el títol de la col·lecció més famosa de Llucià. Tant Fontenelle (1683) com Fénelon (1712) van preparar Dialogues des morts ("Diàlegs dels morts"). Simultàniament, l'any 1688, el filòsof francès Nicolas Malebranche va publicar els seus Diàlegs sobre metafísica i religió, contribuint així al ressorgiment del gènere en els cercles filosòfics. A la literatura no dramàtica anglesa el diàleg no va tenir un ús extensiu fins que Berkeley el va utilitzar, el 1713, per al seu tractat, Tres diàlegs entre Hylas i Philonous. El seu contemporani, el filòsof escocès David Hume, va escriure Diàlegs sobre la religió natural. Un exemple destacat del diàleg literari del segle XIX van ser les Converses imaginàries de Landor (1821–1828).
A Alemanya, Wieland va adoptar aquesta forma per a diverses obres satíriques importants publicades entre 1780 i 1799. A la literatura espanyola se celebren els Diàlegs de Valdés (1528) i els de la pintura (1633) de Vincenzo Carducci. Els escriptors italians de col·leccions de diàlegs, seguint l'exemple de Plató, inclouen Torquato Tasso (1586), Galileu (1632), Galiani (1770), Leopardi (1825) i d'altres.
Al segle XIX, els francesos van tornar a l'aplicació original del diàleg. Les invencions de "Gyp", d'Henri Lavedan i d'altres, que expliquen una anècdota mundana amb enginy i malícia en una conversa, probablement són una analogia propera amb els mims perduts dels primers poetes sicilians. Els escriptors anglesos, inclòs Anstey Guthrie, també van adoptar la forma, però aquests diàlegs semblen haver trobat menys seguidors entre els anglesos que els seus homòlegs escrits per autors francesos.
El diàleg platònic, com a gènere diferent que inclou Sòcrates com a parlant i un o més interlocutors que discuteixen alguna qüestió filosòfica, va experimentar un cert renaixement al segle xx. Entre els autors que l'han emprat recentment destaquen George Santayana, en els seus eminents Diàlegs al llimb (1926, 2a ed. 1948; aquesta obra també inclou personatges històrics com Alcibíades, Aristip, Avicenna, Demòcrit i Dionisi el Jove com a parlants). També Edith Stein i Iris Murdoch van utilitzar la forma de diàleg. Stein va imaginar un diàleg entre Edmund Husserl (fenomenòleg) i Thomas d'Aquino (realista metafísic). Murdoch va incloure no només Sòcrates i Alcibíades com a interlocutors a la seva obra Acast: Dos Diàlegs Platònics (1986), sinó que també va incloure un jove Plató. Més recentment Timothy Williamson va escriure Tetralogue, un intercanvi filosòfic en un tren entre quatre persones amb visions epistemològiques radicalment diferents.
Al segle xx, els tractaments filosòfics del diàleg van sorgir de pensadors com Mikhail Bakhtin, Paulo Freire, Martin Buber i David Bohm. Encara que divergent en molts detalls, aquests pensadors han proposat un concepte holístic de diàleg. Educadors com Freire i Ramón Flecha també han desenvolupat un corpus teòric i tècniques per utilitzar el diàleg igualitari com a eina pedagògica.

## Com a tema

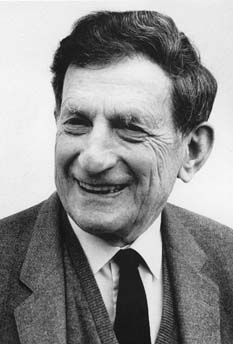
David Bohm, un destacat pensador sobre el diàleg, del segle XX

Martin Buber assigna al diàleg una posició central en la seva teologia. La seva obra més influent es titula Jo i tu. Buber promou el diàleg no com un intent intencionat d'arribar a conclusions o expressar mers punts de vista, sinó com el prerequisit d'una relació autèntica entre l'home i l'home, i entre l'home i Déu. El pensament de Buber se centra en el "veritable diàleg", que es caracteritza per l'obertura, l'honestedat i el compromís mutu.
El Concili Vaticà II va posar un èmfasi important en el diàleg amb el món. La majoria dels documents del consistori impliquen algun tipus de diàleg : diàleg amb altres religions (Nostra aetate), diàleg amb altres cristians (Unitatis Redintegratio), diàleg amb la societat moderna (Gaudium et spes) i el diàleg amb les autoritats polítiques (Dignitatis Humanae).   L'elecció de la terminologia sembla haver estat fortament influenciada pel pensament de Buber. 
El físic David Bohm va originar una forma relacionada de diàleg on un grup de persones parlen per explorar els seus supòsits de pensament, significat, comunicació i efectes socials. Aquest grup està format per un grup de deu a trenta persones que es reuneixen unes hores regularment o uns quants dies continuats. En un diàleg de Bohm, els dialogants accepten deixar enrere tàctiques de debat que intenten convèncer i, en canvi, parlar des de la seva pròpia experiència sobre temes que s'improvisen al moment.
En els seus treballs, el filòsof rus Mikhail Bakhtín va proporcionar una metodologia extralingüística per analitzar la naturalesa i el significat del diàleg.
L'educador brasiler Paulo Freire, conegut per desenvolupar l'educació popular, va promocionar el diàleg com a tipus de pedagogia. Freire sostenia que la comunicació dialogada permet que estudiants i professors aprenguin els uns dels altres en un entorn caracteritzat pel respecte i la igualtat. Gran defensor dels pobles oprimits, Freire es va preocupar per la praxi, una acció informada i vinculada als valors de la gent. La pedagogia dialogada no es tractava només d'aprofundir en la comprensió; també es tractava de fer canvis positius al món: fer-lo millor.

## Com a pràctica

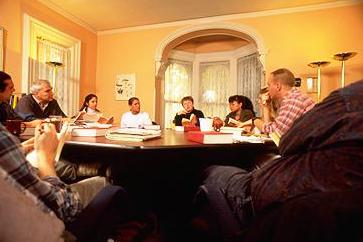
Un diàleg a l'aula al Shimer College

El diàleg s'utilitza com a pràctica en diversos entorns, des de l'educació fins als negocis. Entre els teòrics influents de l'educació dialogal destaquen Paulo Freire i Ramon Flecha.
Als Estats Units, una forma primerenca d'aprenentatge dialògic va sorgir en el moviment dels Grans Llibres de principis i mitjans del segle xx, que posava èmfasi en els diàlegs igualitaris en classes reduïdes com a forma d'entendre els textos fonamentals del cànon occidental. Les institucions que segueixen una versió d'aquest model inclouen la Great Books Foundation, el Shimer College de Chicago i el St. John's College d'Annapolis i Santa Fe.